# Losartan
Le losartan est un antihypertenseur qui appartient à la famille des antagonistes des récepteurs de l'angiotensine II.

## Indications
- Hypertension artérielle et pour prévenir les accidents vasculaires cérébraux chez les personnes hypertendues présentant une augmentation du volume du cœur (ventricule gauche).
- Atteinte rénale chez le diabétique hypertendu ayant une protéinurie (présence de protéines dans les urines).
- Insuffisance cardiaque chez les personnes âgées de plus de 60 ans, lorsque les inhibiteurs de l'enzyme de conversion ne peuvent pas être utilisés.

## Polythérapie
Pour les patients avec une hypertension difficile à contrôler, une polythérapie avec du losartan et de l'hydrochlorothiazide offre une réduction importante de la pression artérielle et les patients sont en mesure de réaliser leurs cibles pour la tension artérielle .

## Contre-indications
- Insuffisance hépatique grave.
- Grossesse (à partir du 4e mois).